# Eizia
Eizia es un género de plantas con flores perteneciente a la familia de las rubiáceas. Incluye una sola especie: Eizia mexicana Standl. (1940).
Es nativo del sudeste de México y Guatemala.